# Distretto di Saurama
Il distretto di Saurama è uno degli otto distretti della provincia di Vilcas Huamán, in Perù. Si trova nella regione di Ayacucho e si estende su una superficie di 95,15 chilometri quadrati.
Istituito il 19 febbraio 1986, ha per capitale la città di Saurama; nel censimento del 2005 contava 1 703 abitanti.